# Браун, Владимир (футболист)
Влади́мир Бра́ун (ивр. ולדימיר ברואון‎; 6 мая 1989, Ташкент, Узбекская ССР, СССР) — израильский футболист, полузащитник израильского клуба «Хапоэль» Беэр-Шева.

## Карьера

### Карьера
Воспитанник футбольного клуба «Хапоэль» Рамат-Ган, в котором и начал профессиональную карьеру. Его дебют в чемпионате Израиля состоялся 22 августа 2009 года в матче против «Маккаби» Петах-Тиква. Игрок появился на поле в добавленное к матчу время, заменив Джорджа Датору.
Летом 2013 года стал игроком команды «Хапоэль Ирони Кирьят-Шмона».
В 2016 году перешёл в клуб «Хапоэль» Беэр-Шева, с которым дважды выиграл чемпионат Израиля.

## Достижения
«Хапоэль» (Кирьят-Шмона)
- Обладатель Суперкубка Израиля (1): 2015

«Хапоэль» (Беэр-Шева)
- Чемпион Израиля (2): 2015/16, 2016/17
- Обладатель Суперкубка Израиля: 2016
- Обладатель Кубка Тото: 2016/17